# Karl Pfortner
Karl Pfortner (Eger (Tsjechië), 13 april 1920 – Marxzell-Burbach, 28 juni 1988) was een Duits componist, dirigent en trombonist

## Levensloop
Pfortner kreeg al tijdens zijn gymnasium-opleiding muzieklessen in de stedelijke muziekschool van zijn geboortestad. In 1939 werd hij trombonist in een muziekkorps te Ansbach. Een half jaar later werd hij trombonist in een militair muziekkorps en raakte in 1943 tijdens de Tweede Wereldoorlog in Amerikaanse krijgsgevangenschap. Na de oorlog speelde hij in verschillende orkesten in zijn bakermat. In 1949 kwam hij als trombonist en arrangeur in het "SWF-Tanzorchester" naar Baden-Baden. In mei 1951 werd hij dirigent van het zogenoemde "Kleine Unterhaltungsorchester des SWF" in de studio te Karlsruhe. Vanaf 1953 was hij dirigent van de Musikverein Harmonie Karlsruhe en bleef in deze functie tot 1988. Hij verhoogde het muzikale niveau van dit harmonieorkest en het werd een van de vooraanstaande orkesten in het zuidwesten van Duitsland. Verder was hij van 1983 tot 1987 dirigent van het Blasorchester Pfaffenrot. 
Als componist van authentieke werken voor blaasorkesten heeft hij zich een naam gemaakt. 

## Composities

### Werken voor harmonieorkest
- 1967 Fröhliche Weinrunde
- 1976 Erinnerung an Franzensbad, concertwals
- 1977 Sonate '77
- 1979 Junge Liebe, ouverture
- 1980 Damals im Mai, intermezzo
- 1981 George Gershwin in concert, selectie
- 1984 Capriccio
- 1985 Strandpromenade, intermezzo
- 1987 Per Tutti, plechtige mars
- Auf lustiger Fahrt
- Blinkende Sterne
- Classic Christmas Carols
- Die Extrapost
- Donau-Dixie
- Fanfarenruf
- Fantasie aus der Oper "Carmen"
- Fröhliche Weihnacht überall
- Harry Belafonte in concert, selectie
- Hobby-Time, ouverture
- Hoch Die Tassen!, selectie
- Im bayrischen Sound Solisten-Bravour-Ländler-Potpourri
- Modern City
- Oldtimer, mars
- Opening, mars
- Over The Cha-Cha-Waves
- Rocke, Rocke, Reiter
- Walzerklänge
- Wie einst

### Kamermuziek
- SP, voor trombonekwartet
- Sweet Home Kentucky, voor 2 trompetten en 2 trombones

### Werken voor piano
- Sehnsucht nach Paris, wals

### Pedagogische werken
- Tab Tu Wab - 40 stilistische rhythmische Bläserstudien